# Distrito de Bekily
Bekily es un distrito de la región de Androy, en la isla de Madagascar, con una población estimada en julio de 2014 de 169 218 habitantes.
Se encuentra ubicado en el extremo sur de la isla, junto a la costa del océano Índico.